# Nikola Ljubešić
Nikola Ljubešić (Komarevo Gornje, 1940.), hrvatski biolog, redovni član HAZU od 2016. godine.

## Životopis
Rođen je u selu Komarevu Gornjem kraj Siska 1940. godine. Osnovnu i srednju školu završio je u Petrinji i Sisku, a studij biologije na Prirodoslovno--matematičkom fakultetu u Zagrebu. Godine 1964. zaposlio se na Institutu Ruđer Bošković, u Laboratoriju za elektronsku mikroskopiju, gdje je radio do umirovljenja 2005. godine. Magistrirao je 1966. godine temom Prilozi poznavanju submikroskopske građe kloroplasta (mentor: prof. dr. sc. Z. Devidé) i doktorirao 1971. godine temom Pretvorbe plastida u subepidermi plodova roda Cucurbita (mentor: prof. dr. sc. Z. Devidé). U dva je navrata (1973. i 1986. – 1988. godine) boravio na usavršavanju u Njemačkoj, na Katedri za citologiju Sveučilišta Ruprechta Karla u Heidelbergu (Lehrstuhl für Zellenlehre,Ruprecht-Karls-Universität, Heidelberg). Bavi se istraživanjima građe i funkcije biljne stanice, s osobitim naglaskom na istraživanjima razvoja plastida. Najviše se bavio istraživanjem raznih tipova kromoplasta te utjecaja specifičnih bioinhibitora na njihovu građu. Blisko je surađivao s prof. Mercedes Wrischer istražujući ultrastrukturu stanice pomoću prvih elektronskih mikroskopa. Dao je zapažene rezultate u istraživanjima fine građe plastida tijekom njihovih pretvorba. Osobito su vrijedni rezultati istraživanja procesa starenja kloroplasta i njihova ponovnog ozelenjavanja. Autor je 116 znanstvenih radova (61 u časopisima koji se navode u CC-u) i suautor je jednog sveučilišnog udžbenika. Dugi niz godina predavač je na dodiplomskom i poslijediplomskom studiju na Prirodoslovno-matematičkom fakultetu, Medicinskom fakultetu, Farmaceutsko-biokemijskom fakultetu te Akademiji likovnih umjetnosti. Bio je voditelj većeg broja diplomskih, magistarskih i doktorskih radova. Član je sljedećih stručnih društava: Hrvatskoga prirodoslovnog društva, Hrvatskog biološkog društva, Hrvatskog društva za elektronsku mikroskopiju, Hrvatskog društva za biljnu fiziologiju, Hrvatskog ekološkog društva, Američkog društva za biljnu fiziologiju (American Society of Plant Physiology) i Saveza europskih društava za biljnu fiziologiju (Federation of European Societies of Plant Physiology). U nekima od tih društava obavljao je dužnost predsjednika, potpredsjednika ili tajnika. Od 1971. godine član je Matice hrvatske i njezina Odbora za prirodoslovlje i matematiku. Osam je godina bio direktor i pročelnik Odjela za organsku kemiju i biokemiju, a u razdoblju 1991. – 2001. godine i prvi predstojnik Zavoda za molekularnu genetiku (biologiju) Instituta Ruđer Bošković. Više od 40 godina sudjelovao je u popularizaciji prirodnih znanosti, osobito među mladima. Dugi niz godina bio je voditelj pokreta Znanost mladima. Godine 2006. izabran je za člana suradnika Hrvatske akademije znanosti i umjetnosti. Dobitnik je Republičke nagrade Narodne tehnike (1986.), Nagrade HAZU (1998.) te Državne nagrade za znanost (2006.). Od 2011. godine voditelj je Zavoda za ornitologiju HAZU.